# Masi Oka
Pour les articles homonymes, voir Oka.
Masi Oka (en japonais マシ・オカ, Mashi Oka), de son vrai nom Masayori Oka (岡 政偉, Oka Masayori), né le 27 décembre 1974 à Tokyo (Japon), est un acteur, créateur d'effets spéciaux, producteur et scénariste de films américano-japonais.
Masi Oka a également fondé la société Mobius Digital qui produit et édite des jeux vidéo.

## Biographie
Il quitte Tokyo, sa ville natale, avec sa mère (ses parents ayant divorcé lorsqu'il n'avait qu'un mois) à l'âge de six ans pour rejoindre Los Angeles et la Californie.
En 1997, Masayori obtient son diplôme en informatique et mathématiques avec une spécialité effets spéciaux, à l'Université Brown. Il parle couramment le japonais, l'anglais et l'espagnol.

## Carrière

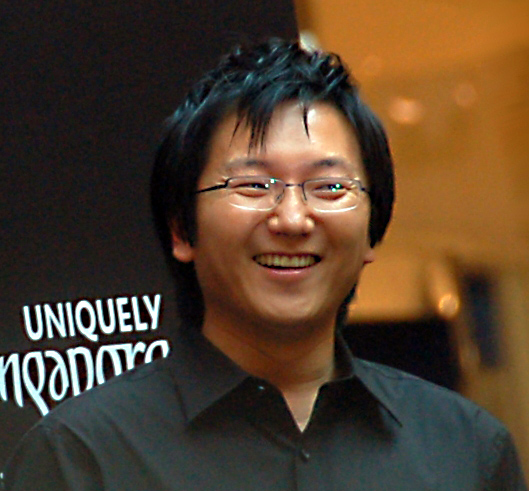
À Singapour, en 2007.

Il est révélé par la série Heroes en 2006, où il interprète le personnage de Hiro Nakamura. 
Il a aussi joué des petits rôles dans des films comme Polly et moi, Max la Menace ou Austin Powers ou encore Balles de feu. Il a travaillé dans le domaine des effets spéciaux dans des films comme La Guerre des mondes, Terminator 3, Hulk, Star Wars, épisode III : La Revanche des Sith ou Pirates des Caraïbes : Le Secret du coffre maudit.
De 2002 à 2004, dans la série Scrubs, il apparaît dans le rôle de Franklyn, le responsable du labo. Les fans de la série Joey l'auront aussi reconnu puisqu'il joue un ami de Michael lors de la saison 2. Il fait notamment une apparition dans Austin Powers dans Goldmember.
Ses passe-temps préférés sont le kendo, les jeux vidéo (il a d'ailleurs avoué avoir passé énormément d'heures à jouer à World of Warcraft), l'écriture et la lecture de comédies romantiques, jouer du piano et chanter. Il est également, comme dans la série Heroes, fan de Comics.
En 2008, la série Scrubs déménage de NBC à ABC. Dans le cadre de la huitième saison de la série, la production souhaitait réunir tous les acteurs ayant contribué à la série pour le final ; mais NBC interdit à Masi Oka de tourner cet épisode car il est sous contrat avec la chaîne.
La même année, il interprète l'un des deux rôles titre (Bruce) dans Get Smart's: Bruce and Lloyd Out of Control (Max la Menace : Bruce et Lloyd se déchaînent), spin-off de Max la Menace (l'histoire des 2 films se passe au même moment), film américain de Gil Junger sorti exclusivement en vidéo (Warner Premiere).
Le 27 mars 2015, NBC annonce officiellement le retour de Masi Oka dans Heroes Reborn, le nouveau chapitre de la série culte qui fait son grand retour.
En 2018, il décroche son premier rôle principal dans En eaux Troubles où il incarne Toshi.

## Filmographie

### Films
- 2002 : Austin Powers dans Goldmember : Japanese Pedestrian
- 2003 : Uh Oh! : Asian Man
- 2003 : La blonde contre-attaque : Congressional Intern
- 2004 : Polly et moi : Wonsuk
- 2004 : Chester's Big Night : Dad/Sandman
- 2005 : The Proud Family Movie (TV) : Japanese Kid/Announcer (voix)
- 2005 : House of the Dead 2 (TV) : Stanley Tong
- 2005 : God Wears My Underwear : Brother Eo (voix)
- 2006 : One Sung Hero : KJ
- 2007 : Jane Doe: Ties That Bind : Agent Osaka
- 2007 : Balles de feu : Jeff - Bathroom Attendant
- 2008 : The Promotion : Agent immobilier
- 2008 : Max la Menace : Bruce
- 2008 : Max la Menace : Bruce et Lloyd se déchaînent : Bruce
- 2009 : Sea, Sex and Fun : Eagle
- 2009 : Dave Knoll Finds His Soul : Dave Knoll
- 2011 : Searching for Sonny : Sonny
- 2011 : Sexe entre amis (Friends with Benefits) : Darin Arturo Morena
- 2013 : Jobs : Ken Tanaka
- 2017 : Death Note de Adam Wingard (également producteur) : enquêteur japonais
- 2018 : En eaux troubles (The Meg) de Jon Turteltaub : Toshi
- 2022 : Bullet Train de David Leitch : le contrôleur

### Séries télévisées
- 2001 : Dharma et Greg : Nien-Jin (4.24)
- 2001 : Citizen Baines : Staffer Dan (1.2)
- 2001 : Gilmore Girls : Philosophy Student (2.4)
- 2002 : Oui, chérie ! : Talking Rock (2.19)
- 2002 : Sabrina, l'apprentie sorcière : Male Council Member (6.20)
- 2002 : Spy Girls : Guy (1.5)
- 2002 : Scrubs : Franklyn (1.16) (1.22)
- 2003 : On the Spot : Japanese Tourist (1.2)
- 2003 : Luis : Deng Wu
- 2003 : Scrubs : Franklyn (2.17) (2.18)
- 2004 : Une famille presque parfaite : Ronald (2.14)
- 2004 : All of Us (en) : Edwin (2.10)
- 2004 : Scrubs : Franklyn (4.11)
- 2005 : Less Than Perfect : Hideki (3.14)
- 2005 : Reno 911, n'appelez pas ! : Translator (3.5)
- 2006 : Reba : IRS Agent Phung (5.13)
- 2006 : FBI : Portés disparus : Wei Fan (4.17)
- 2006 : The Loop : Wang (1.5)
- 2006 : Joey : Arthur (2.17)
- 2006-2010 : Heroes : Hiro Nakamura (66 épisodes)
- 2007 : Reno 911, n'appelez pas ! : Japanese Tourist (4.14)
- 2007 : Studio 60 on the Sunset Strip : Lui-même (1.13)
- 2007 : The Sarah Silverman Program. : Clerk (1.6)
- 2007 : Robot Chicken : Charles 'Chachi' Arcola (voix) / Japanese Fred Rogers (voix) / Henchman #2 (voix)  (3.9)
- 2008 : Reno 911, n'appelez pas ! : Japanese Tourist (5.1)
- 2010 - 2017 : Hawaii 5-O : Dr. Max Bergman (secondaire pour la saison 1, régulier saison 2 à 7)
- 2015 : Heroes Reborn : Hiro Nakamura

## Jeu vidéo
Masi Oka a fondé la société Mobius Digital qui produit et édite des jeux vidéo. Parmi les productions de l'entreprise, on peut citer Outer Wilds ou Beacon 38.